# 353P/McNaught
Pour les articles homonymes, voir Comète McNaught.
353P/McNaught est une comète périodique découverte le 20 septembre 2009 par l'astronome australien Robert H. McNaught dans le cadre du programme Siding Spring Survey.
Krisztián Sárneczky et R. Konyves-Toth retrouvent la comète le 20 juin 2017 depuis l'observatoire Konkoly. Sa période orbitale est de 8,51 ans.